# آلاء الصديق
آلاء محمد الصدّيق (18 يونيو 1988 - 19 يونيو 2021) ناشطة حقوقية إماراتية.

## سيرة
ولدت آلاء في الشارقة، وحصلت على درجة البكالوريوس في الشريعة من جامعة الشارقة عام 2010، وتخرجت بمرتبة الشرف الأولى. كانت قد شغلت سابقاً منصب رئيس الاتحاد الوطني للطلاب بين عامي 2007-2008.
وحصلت آلاء على دبلوم الدراسات العليا في التربية من جامعة الشارقة قبل وقت قصير من مغادرتها الإمارات بسبب القمع المتزايد الذي تمارسه الدولة ضد النشطاء والإصلاحيين. والدها هو الأكاديمي والإصلاحي محمد الصديق، الذي احتجزته السلطات الإماراتية، منذ عام 2012، إلى جانب سجناء رأي سياسيين آخرين. ولد الصديق في الشارقة، وكان أستاذاً شرعياً، سبق له التدريس في جامعة الإمارات العربية المتحدة وجامعة الشارقة، وعمل في مجالس إدارة العديد من الكيانات المالية والمصرفية الإسلامية في الدولة. وقد تم تجريد محمد الصديق من جنسيته من قبل دولة الإمارات العربية المتحدة، والتي حرمت أطفاله أيضًا من فرص العمل والمنح الدراسية، قبل أن تجعلهم في النهاية عديمي الجنسية أيضًا.

### في قطر
بعد اعتقال والدها، انتقلت آلاء إلى قطر، أثناء وجودها في قطر، حصلت آلاء على درجة الماجستير في السياسة العامة من جامعة حمد بن خليفة، وتخرجت في عام 2016.

### في المملكة المتحدة
أنتقلت إلى المملكة المتحدة، وفي لندن، شغلت منصب المدير التنفيذي لمنظمة قسط لحقوق الإنسان، وهي منظمة تدافع عن حقوق الإنسان في دولة الإمارات العربية المتحدة وعلى نطاق أوسع العالم العربي.
في يناير 2018، أدلى الشيخ محمد بن عبد الرحمن آل ثاني، وزير خارجية قطر في ذلك الوقت، بتصريح في مقابلة ناقش فيها الصراعات المستمرة مع الإمارات العربية المتحدة منذ عام 2015 بشأن السجناء السياسيين وكشف أن الحكومة الإماراتية كانت تضغط مرارًا وتكرارًا من أجل تسليم امرأة معينة إلى الإمارات العربية المتحدة للمحاكمة. وكشف بيان على تويتر كتبه عبد الله بن حمد العذبة، رئيس تحرير صحيفة العرب، أن المرأة المشار إليها هي آلاء الصديق، وأن قطر كانت مصرة على رفض مثل هذه المطالب، قائلة إن نظامها القانوني لا يسمح بتسليم السجناء السياسيين. وبعد فترة وجيزة من ذلك، نشرت الصحف الإماراتية، بما في ذلك الاتحاد والعين، بيانات عن آلاء وصفتها بـ "الإرهابية" وزعمت أنها فرت من الإمارات العربية المتحدة باستخدام جواز سفر سوري مزور من الحكومة القطرية لكي تصبح زعيمة لجماعة الإخوان المسلمين أولاً في الخليج ثم في المملكة المتحدة.
في أغسطس/آب 2020، كانت آلاء أحد المتحدثين الرئيسيين في ندوة عبر الإنترنت بعنوان "التحالف الخليجي ضد التطبيع"، حيث حضرها أكثر من 800 ناشط من مختلف دول الخليج. وأكدت أن جميع الناشطين يجب أن يقاوموا تطبيع القيود المستمرة والمتزايدة على الحريات من قبل حكوماتهم.
في يوليو 2021، أكد أنها واحدة من الأشخاص المعنيين ببرنامج بيجاسوس الذي تستخدمه دولة الإمارات العربية المتحدة.

## الوفاة
توفيت في حادث يوم السبت 19 يونيو 2021، عندما اصطدمت السيارة التي كانت تستقلها مع أصدقائها بسيارة أخرى عند تقاطع على الطريقين A361 وB4437 جنوب شيبتون أندر ويتشوود، في أوكسفوردشاير، في حوالي الساعة 8:30.
دعت مجموعة حقوق الإنسان الديمقراطية في العالم العربي الآن (DAWN) المملكة المتحدة للتحقيق في أي احتمال أن يكون سبب وفاتها مُفتعَل.
وقال المدير التنفيذي لمركز الخليج لحقوق الإنسان خالد إبراهيم إنه بعد أن بدأت العمل في منظمة القسط "عرفت أن الخطر تضاعف"، بعد أن علمت "ما حدث لجمال خاشقجي ". أصدر المعارض السعودي عمر عبد العزيز مقطع فيديو يؤكد فيه أن هاتف آلاء الصديق اخترق من قبل المخابرات الإماراتية عبر شركة مجموعة إن إس أو الإسرائيلية، من خلال برنامج بيغاسوس الخبيث. وحثت منظمة الفجر النظام الإماراتي على إعادة جثمان آلاء إلى الإمارات للسماح بدفنها في وطنها. وطالبت المجموعة أيضا الإمارات بالسماح لوالدها محمد عبد الرزاق الصديق، وهو سجين رأي في الإمارات، بحضور جنازة ابنته.
وبحسب قناة الجزيرة وصل يوم السبت 26 يونيو 2021 جثمانها من لندن إلى الدوحة بناء على طلب أسرتها المقيمة في قطر بعد رفض السلطات الاماراتية استقبالها وموافقة السلطات القطرية.
تمت صلاة الجنازة يوم الأحد 27 يونيو 2021 بعد صلاة المغرب بمسجد مقبرة مسيمير.

## وصلات خارجية
- (فيديو) الباحثة الإماراتية آلاء الصديق تطالب بالإفراج عن والدها المعتقل في سـجـون الإمارات.
- آلاء الصديق.. حين يكون الرحيل خلودا (مدونات الجزيرة)
- آلاء الصديق.. الرحيل الكاشف (مدونات الجزيرة).